# Стадіон імені Богдана Маркевича
Стадіон імені Богдана Маркевича — футбольний стадіон у місті Винники Львівської області, домашня арена ФК «Рух» (Винники).

## Історія
Стадіон у Винниках був побудований та відкритий ще у 1930-х роках. У 1960-х роках було збудовано головну трибуну арени. У 2003 році за сприяння відомого футбольного тренера Мирона Маркевича та президента харківського футбольного клубу «Металіст» Олександра Ярославського було розпочато відновлення футбольного стадіону у Винниках. Тоді ж стадіону присвоєно ім'я Богдана Маркевича, футбольного тренера та відомого діяча винниківського футболу, батька Мирона Маркевича. Спочатку стадіон відбудовувався як одна із баз ФК «Металіст» та база футбольної школи Мирона Маркевича. Також стадіон став домашньою ареною ФК «Рух» (Винники).

## Опис
Нині Стадіон імені Богдана Маркевича у Винниках є повноцінною спортивною базою із основним штучним полем та двома тренувальними, одне із яких має природне покриття. Арена обладнана роздягальнями та інформаційним табло. Поле стадіону освітлюється. Стадіон є тренувальною базою для учнів футбольної школи Мирона Маркевича та футбольних клубів, які приїжджають на ігри до Львова. Зокрема, тривалий час на стадіоні тренувалися футболісти донецького «Шахтаря», коли команда базувалася у Львові та приймала домашні матчі на «Арені Львів». Стадіон є домашньою ареною ФК «Рух» (Винники).